# Isidore Battikha
Isidore Battikha (Aleppo, 28 luglio 1950) è un arcivescovo cattolico siriano, dal 6 settembre 2010 arcieparca emerito di Homs dei melchiti.

## Biografia
Nato ad Aleppo il 28 luglio 1950, venne ordinato sacerdote dell'Ordine Basiliano Aleppino dei Melchiti l'11 aprile del 1980.
Nominato vescovo titolare di Pelusio dei Greco-Melchiti ed ausiliare di Damasco dei Melchiti il 25 agosto 1992, il 2 febbraio 2006 fu promosso arcieparca della sede metropolitana di Homs dei Melchiti.
Il 6 settembre 2010 papa Benedetto XVI accettò la sua rinuncia al governo pastorale dell'arcieparchia di Homs dei Melchiti.

## Genealogia episcopale
La genealogia episcopale è:
- Vescovo Filoteo di Homs
- Patriarca Eutimio III di Chios
- Patriarca Macario III Zaim
- Vescovo Leonzio di Saidnaia
- Patriarca Atanasio III Dabbas
- Vescovo Néophytos Nasri
- Vescovo Euthyme Fadel Maalouly
- Patriarca Cirillo VII Siage
- Patriarca Agapio III Matar
- Patriarca Massimo III Mazloum
- Patriarca Clemente I Bahous
- Patriarca Gregorio II Youssef-Sayour
- Patriarca Pietro IV Geraigiry
- Patriarca Cirillo IX Moghabghab
- Patriarca Massimo V Hakim
- Arcivescovo Isidore Battikha, B.A.